# 梅山路
梅山路，安徽省合肥市的一条“L”形道路，道路起自与屯溪路和芜湖路的交口，至安医大北门转向北偏西方向，最终止于长江西路上的安农大正门处，其中芜湖路至安医北门段被并入南一环路，而原梅山路东段（起自金寨路）被并入芜湖路，称芜湖西路。沿路有安徽医科大学第一附属医院本部、安徽医科大学、安徽中医药大学梅山路校区、安徽中医药大学第一附属医院等。